# Screenplaying
Screenplaying – album z muzyką filmową skomponowaną przez Marka Knopflera. Na składankowej płycie znajdują się wybrane utwory z poprzednich płyt artysty skomponowanych na potrzeby filmów Biznesmen i gwiazdy, Cal, Narzeczona dla księcia i Przeklęty Brooklyn.

## Lista utworów
1. Irish Boy (Cal)
2. Irish Love (Cal)
3. Father and Son (Cal)
4. Potato Picking (Cal)
5. The Long Road (Cal)
6. A Love Idea (Przeklęty Brooklyn)
7. Victims (Przeklęty Brooklyn)
8. Finale - Last Exit To Brooklyn (Przeklęty Brooklyn)
9. Once Upon A Time...Storybook Love (Narzeczony księżniczki)
10. Moring Ride (Narzeczony księżniczki)
11. The Friends' Song (Narzeczony księżniczki)
12. Guide My Sword (Narzeczony księżniczki)
13. A Happy Ending (Narzeczony księżniczki)
14. Wild Theme (Biznesmen i gwiazdy)
15. Boomtown (variation on Louis' Favourite) (Biznesmen i gwiazdy)
16. The Mist Covered Mountains (Biznesmen i gwiazdy)
17. Smooching (Biznesmen i gwiazdy)
18. Going Home: Theme of Local Hero (Biznesmen i gwiazdy)